# 西西里人 (电影)
是一部1987年的动作電影，由麥可·西米諾执导，改编自马里奥·普佐1984年的同名小说。主演是基斯杜化·林拔、喬思·艾克蘭和泰倫斯·史坦普。該片講述的是西西里强盗薩爾瓦托雷·朱利亞諾的故事。

## 演員
- 基斯杜化·林拔 飾 薩爾瓦托雷·朱利亞諾（英语：Salvatore Giuliano）
- 泰倫斯·史坦普（英语：Terence Stamp） 飾 Prince Borsa
- 喬思·艾克蘭（英语：Joss Ackland） 飾 Don Masino Croce
- 約翰·特托羅 飾 加斯帕雷·皮肖塔（英语：Gaspare Pisciotta）
- 芭芭拉·蘇可娃（英语：Barbara Sukowa） 飾 Camilla
- 理查德·鮑爾（英语：Richard Bauer） 飾 Hector Adonis
- 茱莉婭·博斯基（英语：Giulia Boschi） 飾 Giovanna Ferra

## 製作

### 統籌
早於1980年代馬里奧·普佐炮製出小說《西西里人》，於1984年首度出版。其時普佐已收到了一百萬美元的報價，把他這部最新小說拍成電影。而且製片商亦拍版起用西米諾任此作導演。
西米諾本來就一開始欲選用蘭伯特出任此片主角。然而製片商並不願意讓法國演員在美國電影中扮演意大利黑道頭目。之不過到最後，製片商同意了導演的看法。

### 拍攝
電影主要集中在意大利西西里島的苏泰拉和羅馬的電影工作室進行。

### 後期
拍攝結束後，西米諾即一直把自己鎖在個人電影室進行剪輯中，還禁止製片商干預。亦因此製片商和西米諾之間發生不少衝突，而西米諾則花了約半年時間剪輯好此片。 

## 反響
此片上映後收到的大多是負面評價。一般批評主要指此片敘事不連貫、視覺風格欠佳，以及不該起用蘭伯特任主角。 
著名影評家吉恩·西斯克爾（Gene Siskel）和羅傑·埃伯特（Roger Ebert）對此片評價非常消極。艾伯特主要批評此片鏡頭流於灰暗，使人難以確定誰在說話。西斯克爾則把矛頭指向蘭伯特，認為他的演出彷似一個亡靈在演戲。而艾伯特及後在為《芝加哥太陽時報》的評論中亦補充說，此片是西米諾每部電影皆難看懂之另一例證。
就連此片製片商主席布魯斯·麥克納爾（Bruce McNall）亦對此片失望透頂。他拿另一部著名電影《教父》作類比：「我希望能有同樣質量的效果，但西米諾卻失敗了。而且應要一提是，西米諾本身是有能力處理。」

## 發行
於收到不佳評價同時，此片票房同樣差勁。影片於1987年10月23日在美國370家劇院上映，卻僅斬獲5,406,879美元票房收入。

## 外部連結
- 互联网电影数据库（IMDb）上《The Sicilian》的资料（英文）
- Box Office Mojo上《The Sicilian》的資料（英文）
- The Sicilian （页面存档备份，存于） on MichaelCimino.fr (French)